# チョッパー (潜水艦)
チョッパー (USS Chopper, SS/AGSS/IXSS-342) は、アメリカ海軍の潜水艦。バラオ級潜水艦の一隻。艦名はミシシッピ川流域に生息する魚のチョッパーに因んで命名された。

## 艦歴
チョッパーは1944年3月2日にコネチカット州グロトンのエレクトリック・ボート社で起工した。1945年2月4日にG・S・ビービ夫人によって命名、進水し、1945年5月25日に艦長S・フイリポン少佐の指揮下就役する。
就役後は1945年7月4日にニューロンドンを出航し真珠湾に向かう。真珠湾には9月21日から10月24日まで留まり、10月30日に母港に指定されたカリフォルニア州サンディエゴに到着した。1946年1月2日にフィリピンに向けて出航し、フィリピンで訓練および近海での作戦活動に従事、5月11日にサンディエゴに帰還し沿岸での活動を始める。1947年7月28日から11月9日まで中国近海での模擬哨戒を行う。1948年まで西海岸での作戦活動に従事し、1949年3月14日にサンディエゴを出航、新たな母港のフロリダ州キーウェストに向かい4月4日に到着した。フロリダ海域およびカリブ海で作戦活動を続けた後、1950年9月15日にエレクトリック・ボート社のドックに入渠、近代化改修が行われた。作業が完了しチョッパーは1951年5月23日に艦隊での任務に復帰した。
チョッパーは1952年1月7日にキーウェストを出航し、5月20日まで地中海での任務に当たる。沿岸での作戦活動を再開し、その後9月12日から10月14日までNATOの作戦活動に参加した。その後キューバのグアンタナモ湾への頻繁な巡航と沿岸での作戦活動を継続し、1959年5月25日に地中海での特別演習に参加、8月9日にキーウェストに帰還した。1960年を通じてチョッパーはフロリダ沖およびカリブ海での作戦活動を継続し、演習ではしばしば水上艦の標的艦を演じた。
1969年2月11日、キューバの沖合で駆逐艦「ホーキンス (USS Hawkins, DD-873)」と共に対潜水艦戦演習に参加していたチョッパーは、潜航中に電力を失うという事故に遭遇する。チョッパーは150フィートの海中を7から9ノットの速度で僅か下方に向かって航行していた。
数秒の間にチョッパーの角度は45度まで下がり、艦首は440フィートの深さまで沈み込んだ。電力が失われたため司令塔から機関室への指令を行うことができなかったが、機関室の下士官は独自に全力で両方の機関を後退させる様に命じた。機関の全速後退およびバラストブロー、そのたの回復の努力にかかわらず、船体の下降角度は増加し続けた。動力を失って1分足らずの間にチョッパーはほぼ垂直の状態に陥った。チョッパーの艦首は1,011フィート (308m) に達し、艦尾は720フィートとなった。
乗組員の復旧努力は効果を現わし始めた。チョッパーは推進力を失い沈み続け、そして後進し始めた。艦首は上昇し水平に達した。チョッパーは急速に上昇しはじめ、今度は艦首を上にしてほぼ垂直状態となった。
電力を失ってから約2分後、チョッパーはほぼ垂直状態で海面に飛び出した。艦が水上に飛び出る前に、艦前方の機材の大半は艦の後方に移動してしまった。チョッパーは勢いづいて約200フィートの深さまで沈み、横ばいになって海面に浮上した。
チョッパーは自力で港に帰還した。損害を調査すると、深海への潜水および急浮上によって船体構造に広範囲な損傷が確認された。チョッパーは1969年9月15日に退役した。
チョッパーは AGSS-342 （実験潜水艦）に艦種変更され、ルイジアナ州ニューオーリンズで海軍予備役兵のための訓練艦として、訓練プログラムが終了する1971年まで使用された。その後 IXSS-342 （雑役潜水艦）に艦種変更され、浮揚、救助訓練に使用された。
1976年、チョッパーは標的艦としての改修が行われ、原子力潜水艦スペードフィッシュ (USS Spadefish, SSN-668) による雷撃が行われた。1976年7月21日、スペードフィッシュがチョッパーに魚雷を命中させ、チョッパーは沈没した。
トム・クランシーの小説『レッド・オクトーバーを追え!』では、ソ連のアルファ級原子力潜水艦の運命についての議論が行われる場面で、1969年のチョッパーの事故について触れられている。